# Eton (Géorgie)
Pour les articles homonymes, voir Eton.
Eton est une ville américaine située dans le comté de Murray, en Géorgie. Selon le recensement de 2020, sa population est de 824 habitants.